# Maria Vinyes i Mayola
Maria Vinyes i Mayola (Banyoles, 21 de febrer de 1902 - Sabadell, 1 de novembre de 1989) va ser una professora catalana.

## Biografia
Després de fer els estudis primaris a Banyoles, Maria Vinyes estudià a l'Escola de Magisteri de Barcelona i el 1923 va anar a viure a Sabadell. Va ser una funcionària municipal i una de les primeres professores de català –tenia el carnet número 3 firmat per Pompeu Fabra. Durant la Segona República va ser secretària del Laboratori Psicotècnic Municipal, professora de l'Escola d'Infermeres de la Generalitat i secretària del Servei d'Orientació Professional de l'Escola Industrial i d'Arts i Oficis. En acabar la Guerra Civil fou depurada del seu càrrec municipal «per delictes politicosocials i d'opinió». Quaranta anys després, va ser rehabilitada pel primer ajuntament democràtic, el 1979.
El 23 de juliol de 2004 la ciutat de Sabadell li dedicà una plaça.